# Géoglyphes de Kingman (Arizona)
Pour les articles homonymes, voir Kingman.
Le site de pétroglyphes de Kingman est un site archéologique du comté de Mohave dans l'État de l'Arizona, aux États-Unis qui dans la préhistoire était un site cérémoniel dédié au culte des ancêtres. D'une superficie de  0,081 ha (0,2 acre) il est inscrit  depuis 1996 au Registre national des lieux historiques, qui est l'établissement officiel placé sous la tutelle du gouvernement fédéral des États-Unis. Le site est également connu sous le nom de AZ F;12:22(ASM). 

## Géographie
Traversée par la célèbre route 66, la ville de Kingman se dit le cœur de cette dernière (The Heart of historic route 66). Située à quelques kilomètres de Bullhead City et à environ deux heures de route du parc national du Grand Canyon elle s'étend sur une superficie totale de 77,6 km2, à 1 016 mètres d'altitude. Le centre-ville et d'autres zones de Kingman ont été évalués en termes de ressources historiques dans une étude de 1985. L'étude Kingman Multiple Resources Area a  ainsi identifié  63 ressources historiques à Kingman et a conduit à l'inscription de bon nombre d'entre elles au Registre national des lieux historiques en 1986. Version PDF également disponible sur .

## Activités
L’emplacement du site n'a pas été divulgué par le Registre national des lieux historiques, sans doute, en raison du fait qu’il est apparu aux autorités nécessaire de le protéger totalement dans son intégrité. La seconde raison est surtout dans le but d'éviter toute dégradation du lieu qui serait susceptibles de l'endommager. La persévération des informations qu'il renferme est indubitablement utile pour les futures études scientifiques ethnologiques dont il fera l'objet. 
Le site n’est donc pas ouvert au public. Un club local de pétroglyphes le situe dans la périphérie de la ville de Kingman.